# 297
297 (CCXCVII) var ett normalår som började en fredag i den julianska kalendern.

## Händelser

### Okänt datum
- Galerius erövrar Ktesifon från perserna; som en del av ett fredsavtal återlämnas staden dock i utbyte mot Armenien.
- Narseh av Persia och Diocletianus undertecknar ett fredsfördrag mellan Persien och Romarriket.
- Maximianus slår ner en revolt i Mauretanien.

## Avlidna
- Chen Shou, författare till San Guo Zhi